# Dilorom
Dilorom (persisch ذلآرام) ist ein usbekischer weiblicher Vorname.

## Namensträgerinnen
- Dilorom Qambarova (* 1957), sowjetisch-usbekische Schauspielerin
- Dilorom Toshmuhamedova (* 1962), usbekische Politikerin